# Somatolita neavei
Somatolita neavei är en skalbaggsart som beskrevs av Aurivillius 1915. Somatolita neavei ingår i släktet Somatolita och familjen långhorningar.
Artens utbredningsområde är Malawi. Inga underarter finns listade i Catalogue of Life.